# Клір-Крік (округ, Колорадо)
Шаблон:StateAbbr_ 39°41′ пн. ш. 105°38′ зх. д. / 39.69° пн. ш. 105.64° зх. д.
Округ  Клір-Крік (англ. Clear Creek County) — округ (графство) у штаті  Колорадо, США. Ідентифікатор округу 08019.

## Історія
Округ утворений 1861 року.

## Демографія
За даними перепису 
2000 року 
загальне населення округу становило 9322 осіб, зокрема міського населення було 192, а сільського — 9130.
Серед мешканців округу чоловіків було 4857, а жінок — 4465. В окрузі було 4019 домогосподарств, 2608 родин, які мешкали в 5128 будинках.
Середній розмір родини становив 2,81.
Віковий розподіл населення поданий у таблиці:
| Стать    | До 15 років | 15-21 | 22-29 | 30-39 | 40-49 | 50-65 | 65-85 | Понад 85 |
| -------- | ----------- | ----- | ----- | ----- | ----- | ----- | ----- | -------- |
| Чоловіки | 856         | 386   | 373   | 791   | 1122  | 1013  | 300   | 16       |
| Жінки    | 843         | 317   | 318   | 740   | 1020  | 885   | 311   | 31       |

## Суміжні округи
- Гілпін — північний схід
- Джефферсон — схід
- Парк — південь
- Самміт — захід
- Гранд — північний захід

## Виноски
1. ↑  U.S. Decennial Census. United States Census Bureau. Архів оригіналу за 26 квітня 2015. Процитовано 7 червня 2014.
2. ↑  Historical Census Browser. University of Virginia Library. Архів оригіналу за 26 грудня 2013. Процитовано 7 червня 2014.
3. ↑  Population of Counties by Decennial Census: 1900 to 1990. United States Census Bureau. Архів оригіналу за 31 липня 2014. Процитовано 7 червня 2014.
4. ↑  Census 2000 PHC-T-4. Ranking Tables for Counties: 1990 and 2000 (PDF). United States Census Bureau. Архів оригіналу (PDF) за 18 грудня 2014. Процитовано 7 червня 2014.
5. ↑  State & County QuickFacts. United States Census Bureau. Архів оригіналу за 26 лютого 2016. Процитовано 25 січня 2014.(англ.) Наведено за англійською вікіпедією.
6. ↑  American FactFinder. Бюро перепису населення США. Архів оригіналу за 29 липня 2011. Процитовано 31 січня 2008.

| США | Це незавершена стаття з географії США. Ви можете допомогти проєкту, виправивши або дописавши її. |